# بن لیون
بن لیون (انگلیسی: Ben Lyon؛ ۶ فوریهٔ ۱۹۰۱ – ۲۲ مارس ۱۹۷۹) یک هنرپیشه، و تهیه‌کننده اهل ایالات متحده آمریکا بود. وی یکی از مقامات اجرایی فاکس قرن بیستم بود.

## گزیده فیلمشناسی
از فیلم‌ها یا برنامه‌های تلویزیونی که وی در آن نقش داشته‌است می‌توان به آثار زیر اشاره کرد.
- فرشته‌های جهنم (فیلم) (۱۹۳۰)
- پرستار شب (فیلم ۱۹۳۱) (۱۹۳۱)
- حلقه خلاف‌کاران (فیلم ۱۹۳۲) (۱۹۳۲)
- زندگی با لیون (فیلم) (۱۹۵۴)

## زندگی شخصی و مرگ
در 1 آوریل 1972، لیون با بازیگر ماریان نیکسون، که از دهه 1920 او را می شناخت، ازدواج کرد.آنها تا زمان مرگ او ازدواج کردند. او پنج سال بعد، همچنین در سن 78 سالگی درگذشت.